# HD 198236
HD 198236，又名BD+69 1127，SAO 19018、HR 7967，是一颗恒星，视星等为6.41，位于銀經104.41，銀緯16.37，其B1900.0坐标为赤經20h 43m 56.7s，赤緯+69° 16.37′ 13″。